# Kansas City Union Station
Kansas City Union Station – stacja kolejowa w Kansas City, w stanie Missouri, w Stanach Zjednoczonych.

## Historia
Na przełomie XIX i XX wieku, Kansas City Terminal Railway, spółka kontrolująca 12 linii kolejowych obsługujących Kansas City, podjęła decyzję o budowie nowego dworca. Dotychczasowa lokalizacja była narażona na zalanie przez rzeki Kansas i Missouri. Nowe miejsce znajdowało się wyżej, z dala od terenów zalewowych, na południe od śródmiejskiej dzielnicy biznesowej. Projekt budynku powierzono Jarvisowi Huntowi, zwolennikowi ruchu Piękne Miasta. Dworzec obejmował halę główną przeznaczoną do sprzedaży biletów, a także poprzeczną salę  nad torami dla pasażerów oczekujących. Stację Beaux-Arts otwarto w dniu 30 października 1914 i stała się drugim co do wielkości dworcem kolejowym w kraju. Budynek posiada powierzchnię 79 000 m². Grand Hall ma 29 m wysokości i znajdują się tam trzy żyrandole o wadze 1600 kg każdy oraz zegar o średnicy tarczy 1,8 m. Ze względu na centralne położenie, Kansas City było węzłem dla pasażerskiego i towarowego transportu kolejowego. 
W 1945 roku roczny ruch pasażerski osiągnął maksimum na poziomie 678 363 podróżnych. Ruch kolejowy spadł na początku lat 50., a miasto nie potrzebowało tak dużej stacji kolejowej. W roku 1973 odprawiono tylko 32 842 pasażerów. Wszystkie pociągi pasażerskie uruchamiane są przez Amtrak, a stan budynku zaczął się pogarszać. Władze miasta Kansas City chciały zachować i przebudować budynek. Aby to ułatwić, zawarto porozumienie z Trizec, kanadyjską firmą. Porozumienie zobowiązywało Trizec do przebudowy stacji. Między 1979 i 1986 Trizec zbudował dwa budynki biurowe na otaczającej nieruchomości, ale nie przebudował stacji. W 1985 roku Amtrak przeniosła obsługę wszystkich przewozów pasażerskich do mniejszego obiektu. Dworzec został całkowicie zamknięty. W 1988 r. miasto pozwało Trizec za brak prac przy stacji, sprawa została rozstrzygnięta w 1994 roku. Przez większość tego okresu, budynek nadal ulegał degradacji.
12 linii kolejowych, które obsługiwały Union Station w Kansas City skrócono. Po otwarciu były to: Union Pacific, Kansas City Southern, Santa Fe, Rock Island, Katy, Frisco, Wabash, Milwaukee St. Paul and Pacific, Chicago Burlington & Qunicy, Chicago Great Western, Chicago & Alton i Missouri Pacific. Liczne fuzje przez lata pozostawiły pod oryginalnymi nazwami tylko Kansas City Southern oraz Union Pacific.